# Биљана Сечивановић
Биљана Сечивановић (Швебиш Гминд, 31. јул 1976) је српска поп-фолк певачица која се прославила захваљујући учествовању у серијалу Звезде Гранда.

## Биографија
Рођена је у Немачкој, у Швебиш Гминду (покрајина Баден-Виртемберг), али је одрасла у Мрчајевцима. Завршила је курс маникирства и радила као вокалиста Casper бенда. Учествовала је на такмичењу за Звезде Гранда 2008-2009 године, где је освојила 12. место, а потом и на Грандовом „Аксал” фестивалу и у ријалити програму „Фарма”. Њен највећи хит до 2016. године је песма Или, или.

## Дискографија

### Синглови
- Зашто ме неко не заустави (2009)
- Сине мој (2010)
- Не шизи (2011)
- Талија (2012)
- Одавно све је међу нама прошло (2013)
- Шта сам ти ја (2013) дует са Филип Митровић
- Или, или (2016)
- Данас ћемо рећи да (2016)
- Боље сама него с било ким (2017)
- Мили мили (2018)
- Боже дај (2022)

### Спотови
| Спот                      | Година | Режисер         |
| ------------------------- | ------ | --------------- |
| Или или                   | 2016.  |                 |
| Боље сама него било с ким | 2017.  |                 |
| Иди губи се одавде        | 2018.  | Дејан Милићевић |
| Није све у лови           | 2018.  | Videal          |
| Мили мили                 | 2018.  | Горан Шливић    |
| Љубомора                  | 2019.  | Дејан Милићевић |